# Antonio Cappello
Antonio Cappello (Veneza, 1494- 16 de janeiro de 1565) foi um nobre e embaixador veneziano, membro do ramo San Polo da família Cappello.
Cappello é principalmente lembrado por seu papel como um dos principais promotores de arte pública e projetos arquitetônicos na Veneza do século XVI. Ele residia no palácio em San Polo agora conhecido como Ca Cappello Layard, e supervisionou sua reconstrução.